# Trioceros pfefferi
Trioceros pfefferi là một loài thằn lằn trong họ Chamaeleonidae. Loài này được Tornier mô tả khoa học đầu tiên năm 1900.